# Issum

Verwaltungsgliederung der Gemeinde Issum

Die Gemeinde Issum liegt nahe am unteren Niederrhein im Westen Nordrhein-Westfalens und ist eine kreisangehörige Gemeinde des Kreises Kleve im Regierungsbezirk Düsseldorf.

## Geografie

### Räumliche Lage
Issum liegt linksrheinisch im niederrheinischen Tiefland. Issum liegt im Durchschnitt 24 m über NN. Durch das Gemeindegebiet fließt die Issumer Fleuth. Die Nenneper Fleuth mündet in Issum in die Issumer Fleuth.

### Gemeindegebiet
Die Gemeindefläche hat eine Größe von 54 km². Die Gemeinde Issum gliedert sich in die zwei Ortschaften Issum und Sevelen. Zur Ortschaft Issum gehören die Ortsteile Hamsfeld, Hochwald, Lamerong und Niederwald sowie Teile von Aengenesch und Bönninghardt. Zur Ortschaft Sevelen gehören die Ortsteile Oermten, Vorst, Vrasselt, Groß- und Kleinholthuysen.

### Nachbargemeinden/-städte
Die Gemeinde Issum grenzt im Norden an die Gemeinde Sonsbeck, im Nordosten an die Gemeinde Alpen, im Osten an die Stadt Kamp-Lintfort (alle Kreis Wesel), im Süden an die Gemeinden Kerken und Rheurdt und im Westen an die Stadt Geldern.

## Geschichte

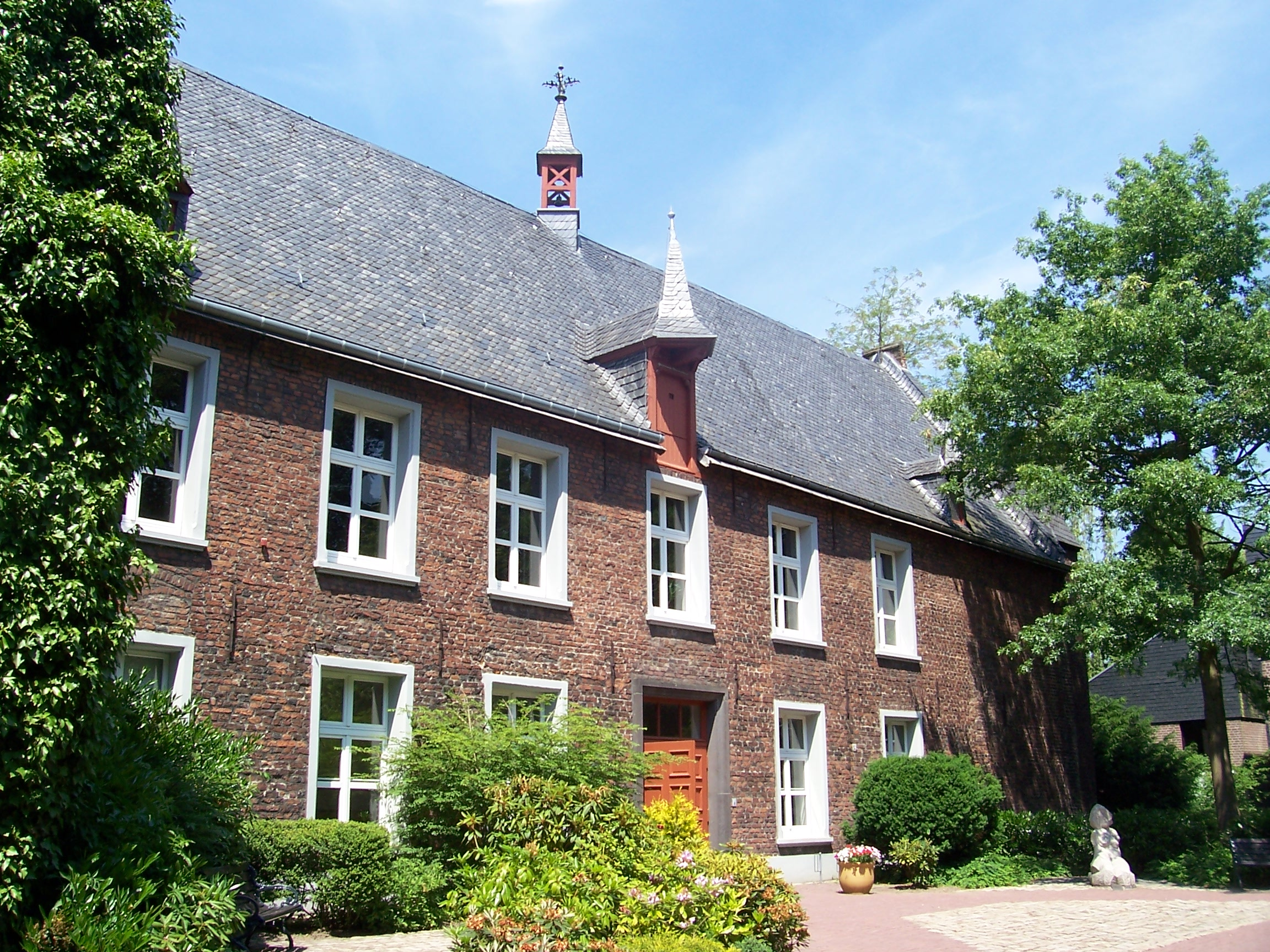
Haus Issum

Eine Scheibenfibel und eine Gürtelschnalle aus dem frühen 7. Jahrhundert, die im Rheinischen Landesmuseum Bonn unter der Fundortangabe „Sevelen“ aufbewahrt werden, legen nahe, dass der heutige Ortsteil Sevelen bereits im frühen Mittelalter entstand. In einer Liste von Gütererwerbungen des Kölner Erzbischofs Philipp I. von Heinsberg von 1190 wird ein Ort Cevele erwähnt, der vermutlich identisch mit Sevelen ist.
Der heutige Hauptort Issum wurde 1338 erstmals urkundlich erwähnt, als die „Herrlichkeit und das Gut, das sich zu Issum und Umgebung befindet“ von dem Vogt Gerardus de Belle an den Herzog Rainald II. von Geldern zurückgegeben wurde. Bei der Burg Issum handelte es sich um eine Wasserburg, die an der Fleuth gelegen war und heute als Haus Issum Teile der Gemeindeverwaltung und das Heimatmuseum „His-Törchen“ beherbergt. In den folgenden Jahrhunderten wechselte die Herrschaft durch Verkauf, Verpfändung und Heirat ständig den Besitzer. So gehörte Issum u. a. den Kölner Kurfürsten, den Grafen von Moers, den geldrischen Erbmarschall von Boedberg sowie den klevischen Erbmarschall von Pallant.
Der Ortsteil Issum gehörte bis 1798 zum Kurfürstentum Köln. Der Ortsteil Sevelen gehörte bis 1713 zum Herzogtum Geldern, kam dann zu Preußen. Von 1798 bis 1814 standen beide Ortsteile unter französischer Herrschaft. Während dieser Zeit bildete Issum eine Mairie nach französischem Vorbild und gehörte zum Kanton Geldern im Arrondissement Kleve des Rur-Departements. Nachdem 1814 der gesamte Niederrhein auf dem Wiener Kongress dem Königreich Preußen zugeschlagen wurde, kam Issum am 23. April 1816 im Zuge der Preußischen Verwaltungsorganisation zum neuen Kreis Geldern als einem von über 40 Kreisen der Provinz Jülich-Kleve-Berg, der späteren Rheinprovinz. Aus der Mairie Issum der Franzosenzeit wurde die preußische Bürgermeisterei Issum.
Die Ortschaften der Gemeinde Issum gehörten nach ihrer Gründung zum Bereich des Erzbistums Köln. Mit der Neuordnung der niederländischen Bistümer durch König Philipp II. 1559 fiel die Ortschaft Sevelen dem Bistum Roermond zu. Unter französischer Herrschaft wurden dann 1802 beide Ortschaften dem neu gegründeten Bistum Aachen zugeordnet. Die jetzt noch gültige Zugehörigkeit zum Bistum Münster wurde 1821 auf Wunsch des Königreichs Preußen etabliert.
In der Gemeinde Issum gibt es seit dem 12. Februar 2005 eine katholische Kirchengemeinde St. Anna mit der Pfarrkirche St. Antonius in Sevelen und der Filialkirche St. Nikolaus in Issum. Die katholische Kirchengemeinde St. Anna besteht aus den beiden ehemals selbständigen Kirchengemeinden dieser Ortsteile.
Im Ortsteil Issum gibt es eine evangelische Kirchengemeinde. Im Ortsteil Sevelen ein Gemeindehaus der evangelischen Kirchengemeinde Hoerstgen. Daher gehört Issum zum evangelischen Kirchenkreis Kleve und Sevelen zum evangelischen Kirchenkreis Moers. Beide Kirchenkreise gehören der Evangelischen Kirche im Rheinland an.
In der Gemeinde Issum existieren eine Neuapostolische und die freie Christliche Gemeinde Issum.
In der Zeit von 1764 bis zum Zweiten Weltkrieg gab es in Issum eine jüdische Gemeinde. Sie kaufte 1855 ein Grundstück mit Scheune und errichtete eine Synagoge, die am 16. Dezember 1865 eingeweiht wurde. Zu diesem Zeitpunkt zählte die jüdische Gemeinde 50 Mitglieder. 1900 ging die Issumer Synagoge in das Eigentum der Synagogengemeinde Geldern über. In den folgenden Jahren zogen immer mehr Juden aus Issum fort und um 1930 war es nicht mehr möglich, einen Gottesdienst abzuhalten, weil die dafür erforderliche Zahl von zehn religionsmündigen männlichen Juden nicht mehr zustande kam. 1935 wurde die Synagoge daher an einen Issumer Bürger verkauft, der sie als Abstellkammer nutzte. Sie entging daher in der Pogromnacht dem Schicksal der Gelderner Synagoge und blieb bestehen. Die Mitglieder der jüdischen Gemeinde in Issum wurden während des Holocausts ermordet. Die Synagoge wurde 1987 von der Gemeinde Issum gekauft, unter Denkmalschutz gestellt und restauriert. Sie gehört damit zu den wenigen noch erhaltenen alten Synagogen in Nordrhein-Westfalen.

### Gebietsreform
Die Gemeinde Issum entstand in der heutigen Form am 1. Juli 1969 beim ersten kommunalen Neugliederungsprogramm in Nordrhein-Westfalen. Die Gemeinden Issum und Sevelen wurden zur neuen Gemeinde Issum zusammengeschlossen.
Am 1. Januar 1975 wurde im Zuge des zweiten Neugliederungsprogramms in Nordrhein-Westfalen der Altkreis Kleve mit dem ehemaligen Kreis Geldern und Teilgebieten der Kreise Moers und Rees zum neuen niederrheinischen Großkreis Kleve zusammengefügt.

### Einwohnerentwicklung
Die folgenden Angaben beziehen sich auf das heutige Gebiet der Gemeinde Issum.
| Jahr | Einwohner |
| ---- | --------- |
| 1975 | 09.150    |
| 1980 | 10.035    |
| 1985 | 10.588    |
| 1990 | 10.970    |
| 1995 | 11.793    |

| Jahr | Einwohner |
| ---- | --------- |
| 2000 | 12.093    |
| 2005 | 12.172    |
| 2010 | 11.931    |
| 2015 | 12.037    |
| 2017 | 11.966    |

| Jahr | Einwohner |
| ---- | --------- |
| 2018 | 11.937    |
| 2019 | 11.977    |
| 2020 | 12.113    |
| 2021 | 12.201    |
| 2022 | 12.364    |

### Konfessionsstatistik
Gemäß dem Zensus 2011 waren 53,0 % römisch-katholisch, 26,1 % der Einwohner evangelisch und 20,8 % waren konfessionslos, gehörten einer anderen Glaubensgemeinschaft an oder machten keine Angabe. Die Zahl der Protestanten und Katholiken ist seitdem weiter gesunken. Ende Dezember 2023 waren von den 12.644 Einwohnern 44,1 % (5.572) römisch-katholisch, 21,7 % (2.743) evangelisch und 34,2 % waren konfessionslos, gehörten einer anderen Glaubensgemeinschaft an oder machten keine Angabe.
Ende Dezember 2024 waren von den 12.807 Einwohnern 42,6 % (5.462) römisch-katholisch, 21,3 % (2.729) evangelisch und 36,1 % waren konfessionslos, gehörten einer anderen Glaubensgemeinschaft an oder machten keine Angabe.

## Politik

### Gemeinderat
Bei den Kommunalwahlen seit 2009 ergaben sich folgende Sitzverteilungen im Gemeinderat:
| Partei | 2020  | 2020  | 2014  | 2014 | 2009 |
| ------ | ----- | ----- | ----- | ---- | ---- |
| Partei | Sitze | %     | Sitze | %    | %    |
| CDU    | 16    | 45,23 | 14    | 46,8 | 53,8 |
| SPD    | 7     | 21,28 | 12    | 39,3 | 32,1 |
| FDP    | 2     | 6,71  | 4     | 13,8 | 14,2 |
| GRÜNE  | 7     | 21,68 | –     | –    | –    |
| WGI/S1 | 2     | 5,09  | –     | –    | –    |
| Gesamt | 34    | 100   | 30    | 100  | 100  |

1WGI/S: Wählergemeinschaft Issum/Sevelen

### Bürgermeister
Bei der Bürgermeisterwahl 2020 wurde Clemens Brüx als einziger Kandat mit 89,3 % der Stimmen im Amt bestätigt. 2015 war er als Kandidat der SPD und FDP mit 60,8 % der Stimmen zum Nachfolger von Gerhard Kawaters gewählt worden. Seine Gegenkandidaten in dieser Wahl waren Stefan Vester (CDU) mit 29,9 % sowie Bernd Deckers (parteilos) mit 4,8 % und Hans-Theo Deckers (parteilos) mit 4,5 % der Stimmen.

### Wappen
Der Gemeinde Issum ist mit Urkunde des Regierungspräsidenten in Düsseldorf vom 27. Juni 1973 das Recht zur Führung eines Wappens, eines Siegels und eines Banners verliehen worden.

Wappen
Wappen bis 1973
Wappen der ehem. Gemeinde Sevelen
Banner
Banner Sevelen
Flagge Sevelen

Blasonierung: „Geteilt von Silber (Weiß) und Rot oben ein wachsender roter Hirsch; unten eine silberne (weiße) Mispelblüte zwischen drei, 2:1 gestellten, mit den Schäften zur Mispelblüte weisenden silbernen (weißen) Antoniuskreuzen.“
Das Wappen wurde nach der kommunalen Neugliederung des Jahres 1969 von Walther Bergmann entworfen. Es enthält Elemente der beiden alten Gemeindewappen von Issum und Sevelen. Die frühere Gemeinde Issum hatte seit 1937 den springenden Hirsch im Wappen. Bereits ein Schöffensiegel aus dem 16. Jahrhundert, als die Herren von Issum die Gerichtsbarkeit in Issum ausübten, zeigt dieses Wappen. Das alte Wappen von Sevelen war zwar erst 1958 geschaffen worden, ging aber auf das 13. Jahrhundert zurück: es wies durch vier Antoniuskreuze und eine Mispelblüte auf das damals in Sevelen in hoher Konjunktur stehende Töpferhandwerk und den Kirchenpatron St. Antonius hin.

### Flagge
Bannerbeschreibung: Rot-Weiß-Rot im Verhältnis 1:5:1 längsgestreift mit dem etwas über die Mitte nach oben verschobenen Gemeindewappen.

## Partnergemeinden
Seit 1958 besteht eine Gemeindepartnerschaft zwischen der Gemeinde Issum – Sevelen und Sevelen im Kanton St. Gallen in der Schweiz. Gelebt wird diese Partnerschaft in gegenseitigem Besuch bei Volksfesten wie z. B. Schützenfesten oder Kirmes.
Seit 1959 existiert ein Jugendaustausch mit dem französischen Dorf Courdemanche.

## Kultur und Sehenswürdigkeiten

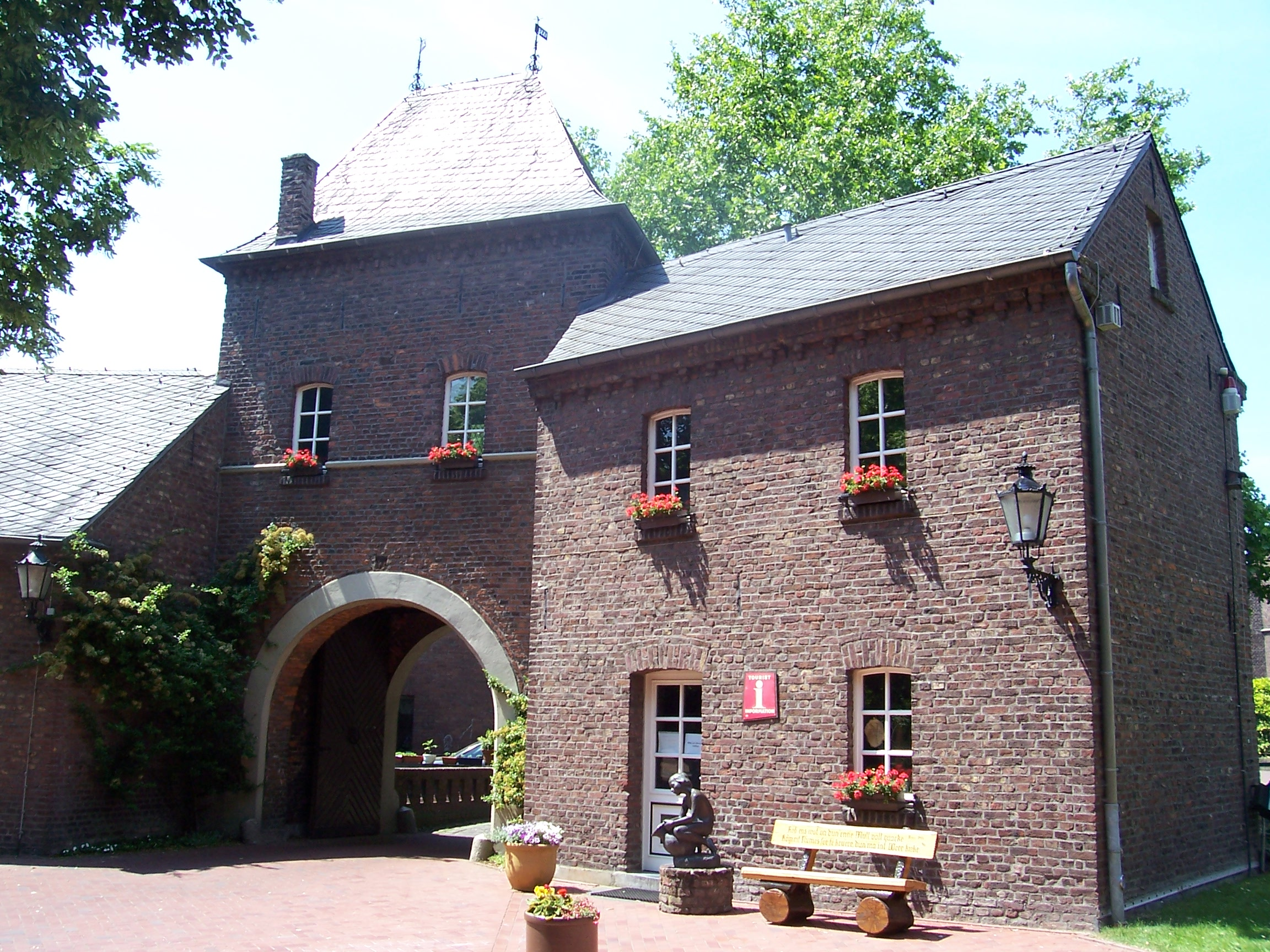
His-Törchen

### Museen
In der ehemaligen Synagoge mit Mikwe und jüdischer Schule befindet sich heute die Dokumentation und Ausstellung „Jüdisches Leben am Niederrhein“.
Im Heimatmuseum His-Törchen werden Kunstwerke heimischer Künstler gezeigt. Neben Keramiken von Agnes Wetzling-Lenders werden Plastiken und Werkzeuge des Bildhauers und Malers Clemens Pasch ausgestellt.
Die im Jahre 1768 erbaute Herrlichkeitsmühle, eine mit Holzschindeln gedeckte Durchfahrholländermühle aus Eichholz, wurde 2004 bis 2005 saniert und am 25. September 2005 durch den Förderverein Herrlichkeitsmühle Issum e. V. wieder in Betrieb genommen und mahlt seither wieder regelmäßig Getreide. Die Mühle kann in den Sommermonaten sonntagnachmittags sowie nach Anmeldung besichtigt werden.

### Bauwerke

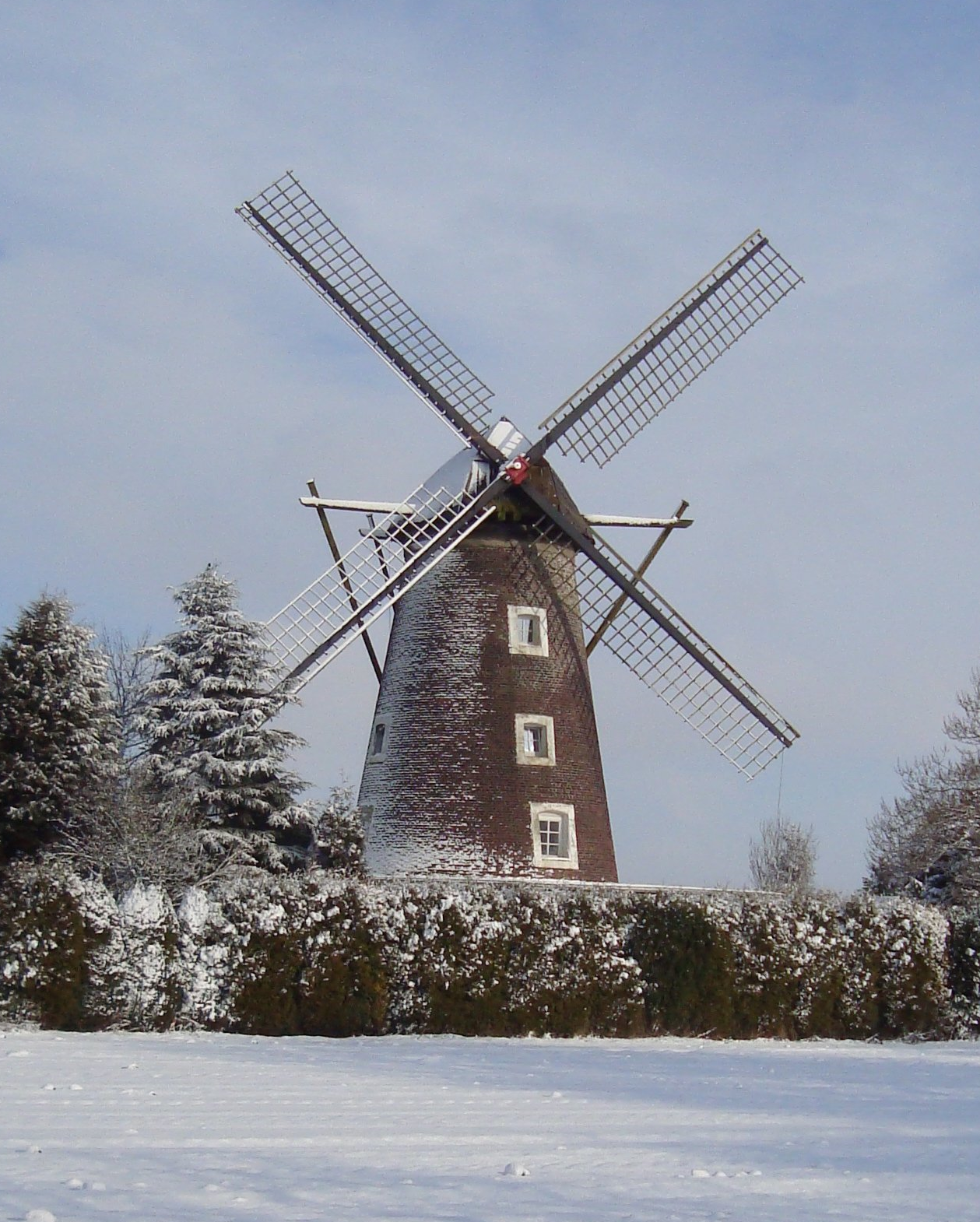
Dahlenmühle 2009/2010

In Sevelen befindet sich die Dahlenmühle, eine 1868 erbaute Holländer Turmwindmühle. Das Gebäude ging 1915 in den Besitz der Familie Dahlen über und wurde bis zum Zweiten Weltkrieg als Öl- und Früchtemühle genutzt. Die denkmalgeschützte Mühle wird heute vom Museumsverein Dahlenmühle e. V. betreut. Seit dem Jahr 2000 haben umfangreiche Sanierungen stattgefunden. Die Mühle kann nach Anmeldung besichtigt werden.
Das Wasserschloss Haus Issum ist ein Backsteinbau aus der zweiten Hälfte des 16. Jahrhunderts. Lange Zeit als Rathaus genutzt, wurde es in den 1980er Jahren grundlegend renoviert und beherbergt heute in der ehemaligen Vorburg das Museum His-Törchen sowie im Herrenhaus den Sitzungssaal der Kommune, das Trauzimmer und einige Büroräume. Ein 80 Meter langer Laubengang aus Hainbuchen im zugehörigen Park zählt zu den großen Seltenheiten am Niederrhein.

### Parks
Südlich des Ortsteils Oermten, an der Grenze zu Rheurdt, befindet sich der Oermter Berg. Der 68 Meter hohe Berg ist ein touristischer Anziehungspunkt der Region mit jährlich etwa 150.000 Besuchern. Neben Damwild- und Rotwildgehegen findet sich dort auch eine Bürgerbegegnungsstätte, wo die „Naturkundliche Sammlung Niederrhein“ ausgestellt wird.
Der nach dem ehemaligen Bürgermeister Wilhelm Bühner benannte Bürgermeister-Bühner-Park liegt am nördlichen Rand der Ortschaft Sevelen. Der frühere Kaiser-Wilhelm-Park ist geprägt von altem Baumbestand aus Rotbuche und Stieleichen sowie einer vielfältigen Vegetation im Unterholzbereich.

### Sport
Im Gemeindegebiet befinden sich vier Turn- und Sporthallen. Am 25. August 2007 wurde in der Ortschaft Sevelen die erste Sporthalle in Nordrhein-Westfalen eingeweiht, die nach Passivhaus-Standard errichtet ist. Jede Ortschaft verfügt über einen Reitplatz, eine Skateboard-Anlage, einen Kunstrasen- und Naturrasensportplatz und eine Tennisanlage. Im Issumer Süden liegt die 1973 gegründete 18-Loch-Golfanlage sowie die Reitanlage Landgut Steeg. Auf Sevelener Gebiet befinden sich Schießsportanlagen der St.-Antonius-, St.-Hubertus-Bruderschaft und der St.-Sebastianus-Bruderschaft. Auch das Spaßbad Hexenland gehört zur Ortschaft Sevelen.

## Wirtschaft

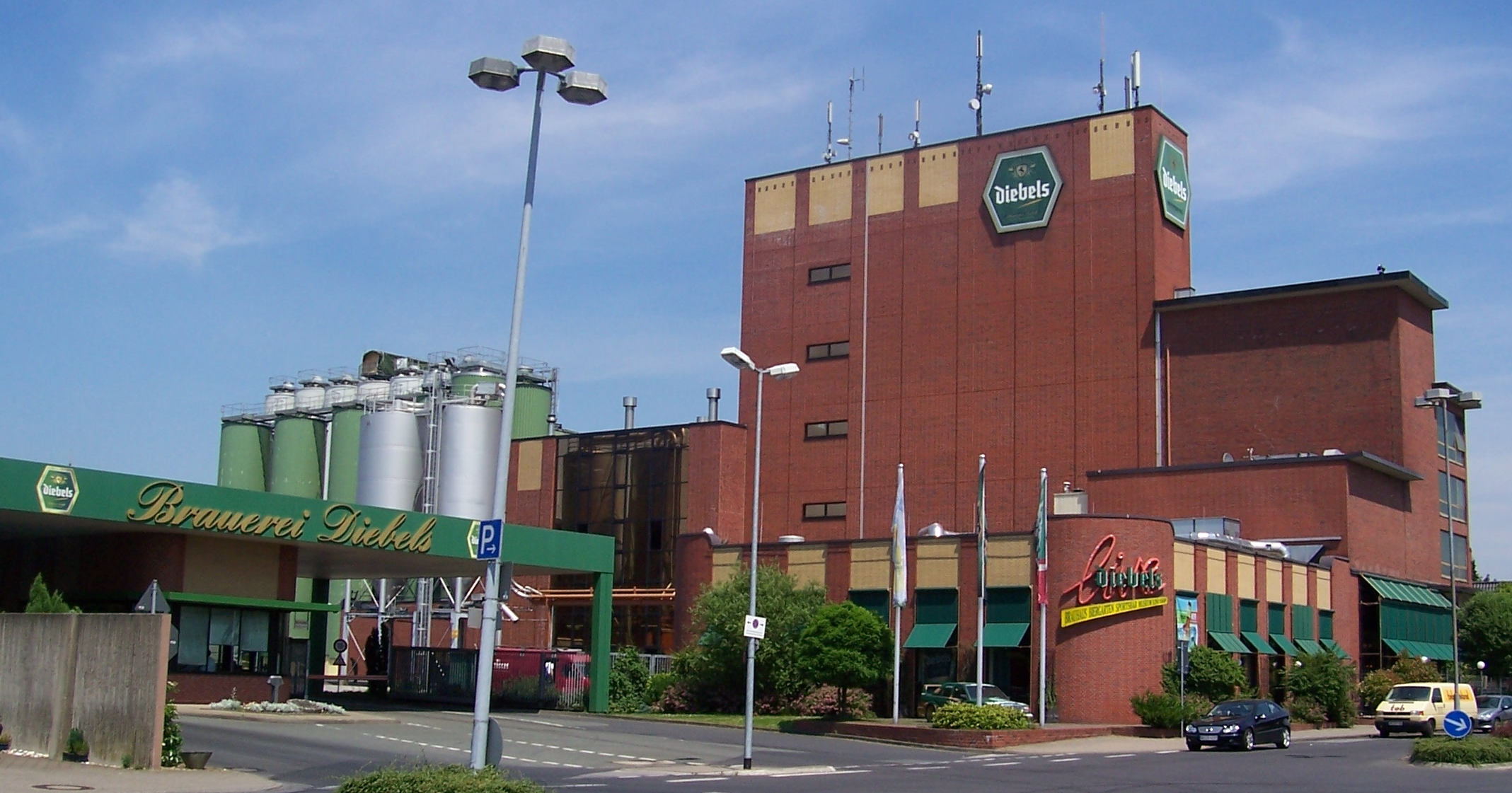
Diebels Brauerei in Issum

Die von Josef Diebels in Issum gegründete Brauerei Diebels braut dort seit 1878 Bier. Sie ist die größte Altbierbrauerei Deutschlands und war bis 2001 in Familienbesitz. Heute ist sie in Besitz der Anheuser-Busch InBev Gruppe.
Der Tiefkühlkost-Vertrieb Bofrost wurde 1966 von Josef H. Boquoi in Issum gegründet und beliefert heute seine Kunden aus 115 Standorten in Deutschland.
Bis ins Jahr 1857 lässt sich die Bäcker- und Konditor-Tradition der Mathias Fronhoffs GmbH & Co. KG über fünf Generationen verfolgen. Das Familienunternehmen ist seit 1972 im Marktsegment der Tiefkühltorten tätig. Im Jahre 2009 wurden 50 % des Unternehmens von der dänischen Givesco Bakery übernommen.
Insgesamt weist die Gemeinde eine Vielzahl von kleineren und mittleren Unternehmen auf, darunter Voortmann, OPHARDT Hygiene und Fastems.
Zudem gibt es in Issum viele Möglichkeiten zum Ausüben von Reit- & Pferdesport. Die größte gewerbliche Reitanlage – gemessen an der Fläche – ist das Landgut Steeg.
Kritisch wird oft das neu erschlosse Gewerbegebiet „Am Schankweiler“ gesehen, das an der Bundesstraße 58 in einem Wasserschutzgebiet liegt.

## Verkehr
Issum lag an der Bahnstrecke Haltern – Wesel – Geldern – Venlo. Der Personenverkehr nach Issum wurde am 29. Mai 1960 eingestellt. Bis zum 28. Februar 1967 verkehrten noch Güterzüge zum Bahnhof Issum. Die nächstgelegenen Bahnhöfe befinden sich seitdem in Geldern und in Alpen.
Innerhalb des Gemeindegebiets und in die angrenzenden Kommunen fahren eine Reihe von Buslinien.
Issum ist über die Bundesautobahn 57 (Anschlussstelle Issum/Alpen; E 31) und die Bundesstraße 58 an das Fernstraßennetz angebunden.
Die nächstgelegenen Flughäfen sind der Flughafen Düsseldorf und der Flughafen Niederrhein in Weeze.

## Bildung

### Schulen
Im Ortsteil Issum befinden sich die St.-Nikolaus-Schule, eine katholische Grundschule, und die Brüder-Grimm-Schule, eine Gemeinschaftsgrundschule. Beide Grundschulen werden in kommunaler Trägerschaft betrieben. Im Ortsteil Sevelen befindet sich seit dem 1. August 2016 die freie Gesamtschule Facettenreich in privater Trägerschaft. Sie ist in den Räumlichkeiten der ehemaligen Käthe-Kollwitz-Hauptschule untergebracht.

### Öffentliche Einrichtungen
Innerhalb der Gemeinde Issum befinden sich je ein Jugendheim in Issum sowie in Sevelen. Bis 2010 gab es ein Jugendparlament, welches alle zwei Jahre gewählt wurde.

## Persönlichkeiten

### Söhne und Töchter der Gemeinde
- Wilhelm Rütter (1812–1887), Orgelbauer
- Hendrina Stenmanns (1852–1903), Nonne und Ordensgründerin
- Franz Stappers (1884–1945), katholischer Geistlicher und NS-Opfer im Zuchthaus Lüttringhausen
- Martin Schieren (1886–1956), Landrat und Abgeordneter
- Clemens Pasch (1910–1985), Bildhauer und Maler
- Helmut Tervooren (1935–2023), Germanist, Mediävist, Kenner der volkssprachigen Literatur des Niederrheins
- Margret Voßeler (* 1957), Politikerin (CDU)
- Ludwig Theuvsen (* 1963), Politiker (CDU)
- Isabell Werth (* 1969), Reiterin
- MC Smook (* 1992), deutscher Rapper

### Persönlichkeiten, die vor Ort gewirkt haben
- Helmut Linssen (* 1942), CDU-Politiker, 2005–2010 Finanzminister des Landes Nordrhein-Westfalen